# Tokunagaia rowensis
Tokunagaia rowensis är en tvåvingeart som först beskrevs av Ole Anton Saether 1969.  Tokunagaia rowensis ingår i släktet Tokunagaia och familjen fjädermyggor. Inga underarter finns listade i Catalogue of Life.